# Ooencyrtus kuvanae
Ooencyrtus kuvanae är en stekelart som först beskrevs av Howard 1910.  Ooencyrtus kuvanae ingår i släktet Ooencyrtus och familjen sköldlussteklar. Inga underarter finns listade i Catalogue of Life.